# Муллова
Мулло́ва (рос. Муллова) — присілок у складі Кожевниковського району Томської області, Росія. Входить до складу Пісочнодубровського сільського поселення.

## Населення
Населення — 229 осіб (2010; 265 у 2002).
Національний склад (станом на 2002 рік):
- росіяни — 81 %